# Kanton Saint-André-1
Der Kanton Saint-André-1 ist seit 1949 ein französischer Wahlkreis in den Arrondissements Saint-Benoît und Saint-Denis des Übersee-Départements Réunion.

## Gemeinden
| Gemeinde             | Einwohner 1. Januar 2022 | Fläche km² | Dichte Einw./km² | Code INSEE | Postleitzahl |
| -------------------- | ------------------------ | ---------- | ---------------- | ---------- | ------------ |
| Saint-André          | 9.582                    | 8,45       | 1.134            | 97409      | 97440        |
| Sainte-Suzanne       | 24.855                   | 57,84      | 430              | 97420      | 97441        |
| Kanton Saint-André-1 | 34.437                   | 66,29      | 519              | 97404      | –            |

1. ↑   Nur der nördliche Teil der Gemeinde, der Rest verteilt sich auf die Kantone Saint-André-2 und Saint-André-3.

Seit 2015 vertreten Michèle Caniguy und Maurice Gironcel, der Bürgermeister von Sainte-Suzanne, den Kanton im Départementrat.